# 红腹锦鸡
红腹锦鸡（学名：Chrysolophus pictus），又名金鸡、彆雉（《尔雅》）、山鸡、采鸡等，是雉科錦雞屬的一種鳥類。原是中國的特有鳥種，但因为外形美丽而在19世紀時引入至英國、法國等欧洲国家。又因其繁殖力强、肉质不可口，導致野生的红腹锦鸡的活動範圍迅速擴散，最終大量分佈至現今的欧亚大陆之中，成為一類非常常見的野生動物。
雄鳥头部黄色、身体呈現鮮色，鳥身加上黑棕香間的尾部羽毛可以長達1公尺，屬於中型鳥類；雌鸟則顏色暗淡，浑身褐色，有黑色斑点裝飾。红腹锦鸡的尾巴羽毛是中国戏曲或宗教神像中的孙悟空、花旦、三太子等之头饰，稱之為“紫金冠”。不过目前中國對此鳥實行法律保護，所以現代中國大多数會用人工羽毛代替。

## 生物特征
雄性的红腹锦鸡是色彩最为艳丽的一种雉类。雄性头顶冠羽金黄色，显柔和的丝绸光泽，冠羽较长但平顺地覆盖在后颈，并不形成凤头结构；颈侧和后颈覆盖着扇形的金红色羽毛，羽缘篮黑色，在颈部呈严密的覆瓦状排列，形成一条红底黑纹的“披肩”；颊部、喉部、胸部、腹部覆盖着鲜红色的羽毛，羽色均一；上背铜绿色，羽缘蓝黑色，严密地以覆瓦状排列；下背、腰及前部的部分尾上覆羽为与头顶相同的金黄色；但是金黄色的下背却经常被深蓝色的最内侧几枚飞羽和翅上覆羽所覆盖而不能看到，初级飞羽黑褐色，外侧羽岬的羽缘白色；尾羽长，中央尾羽两枚以黑色为基色具淡黄色色斑，外侧尾羽以淡黄色为基色，具较宽的黑色横纹。
雌性的红腹锦鸡通体以灰褐色为基调，头顶、后侧颈、上背、腰侧、喉部、胸部、上腹部、两协部均具黑色横纹，自头顶至身体后部，基色由灰褐色逐渐过渡到比较深的褐色，头顶的黑色横纹甚幼细，眼后具银灰色耳羽，自头顶开始至身体后部黑色横斑逐渐变宽，至飞羽处黑色横斑基本与褐色部分等宽度；尾羽长而挺括，以土黄色为基色，具黑色－深褐色相间的横斑。虹膜黄色；喙绿黄；脚黄色。

### 生态环境
本物种常活动于山地，不喜群居，夏季常单独或成对活动于多石和险峻的山坡上，出没于生长在山坡上的矮树丛间，夜间喜寻找针叶林栖宿在树枝上；冬季山间食物缺少，红腹锦鸡不得不在白天结群前往平原地区的农田觅食，夜间则返回山间树上的栖息地。

### 分布地域
红腹锦鸡为中国特有鸟种，分布在中国中部和西部的青海西南部地区、甘肃和陕西南部、四川、湖北、云南、贵州、湖南及广西等地，本物种分布的核心区域在甘肃和陕西南部的秦岭，据传陕西省宝鸡市的名字就得自本物种。

### 食物
红腹锦鸡为植食性鸟类，主要取食蕨类植物、豆科植物、草籽亦取食麦叶、大豆等作物。

## 繁殖与保护
红腹锦鸡4月开始繁殖。发情期的雄性常常为争夺雌性发生激烈的冲突；发现中意异性的雄鸟会以雌鸟为圆心环绕雌鸟进行复杂的求爱仪式，包括特定路线的环绕舞蹈、展示美丽羽毛的炫耀行为、扭动身躯的求爱舞蹈等行为，这种表演可以坚持近2个小时时间。据野外调查，红腹锦鸡筑巢于人迹罕至隐蔽性好的深山乱草中，据北京动物园的研究在人工饲养条件下，本物种每巢产卵10－15枚，孵化期23－25天雏鸟为早成雏。
- 中国国家重点保护等级： 二级（生效年代：1989年）
- 中国濒危动物红皮书等级： 易危（生效年代：1996年）
- 濒危因素：非法捕猎是对本物种的最大威胁，雄性红腹锦鸡美丽的外表使得它成为偷猎者热衷的目标，人们常将他们制成标本作为装饰品出售或拔下羽毛制成工艺品出售。
- 中医理论：认为本物种去羽毛及内脏、取肉鲜用，可以有温中补虚 ，益肝和血的功效，这在一定程度上也刺激了对本物种的捕猎。

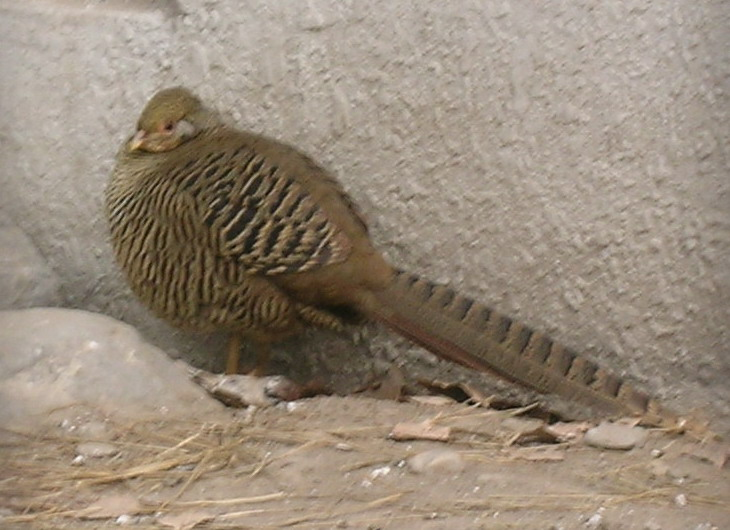
红腹锦鸡雌鸟
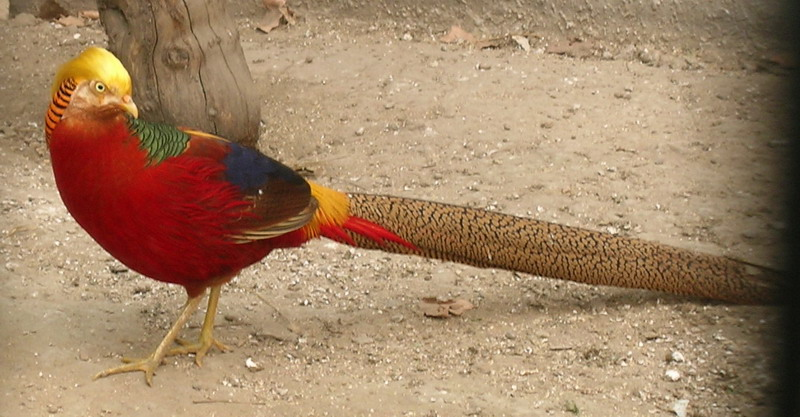
红腹锦鸡雄鸟
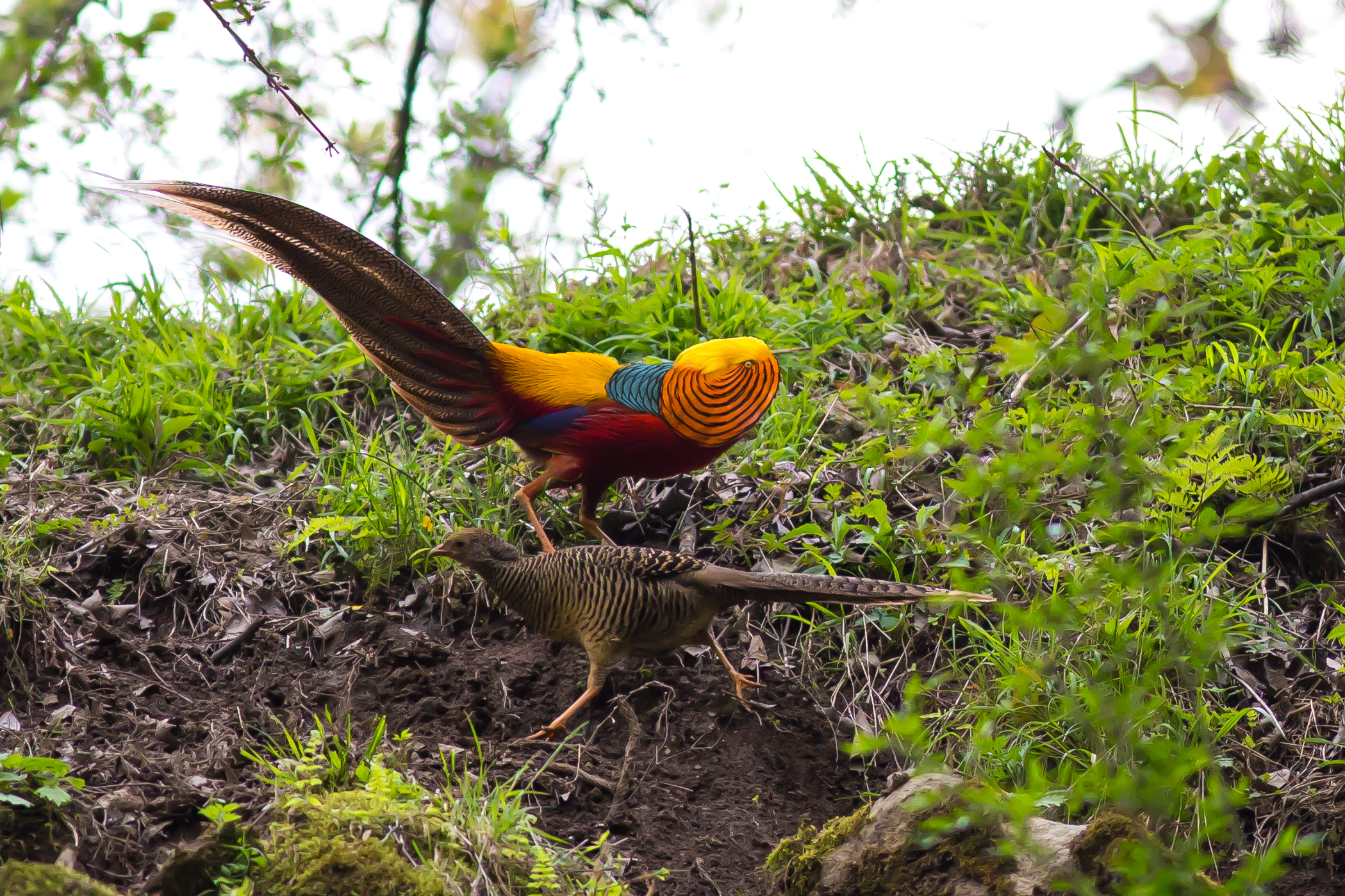
四川唐家河的野生紅腹錦雞，雄鳥正為雌鳥跳求偶舞。紅腹錦雞在此地是優勢本土鳥種
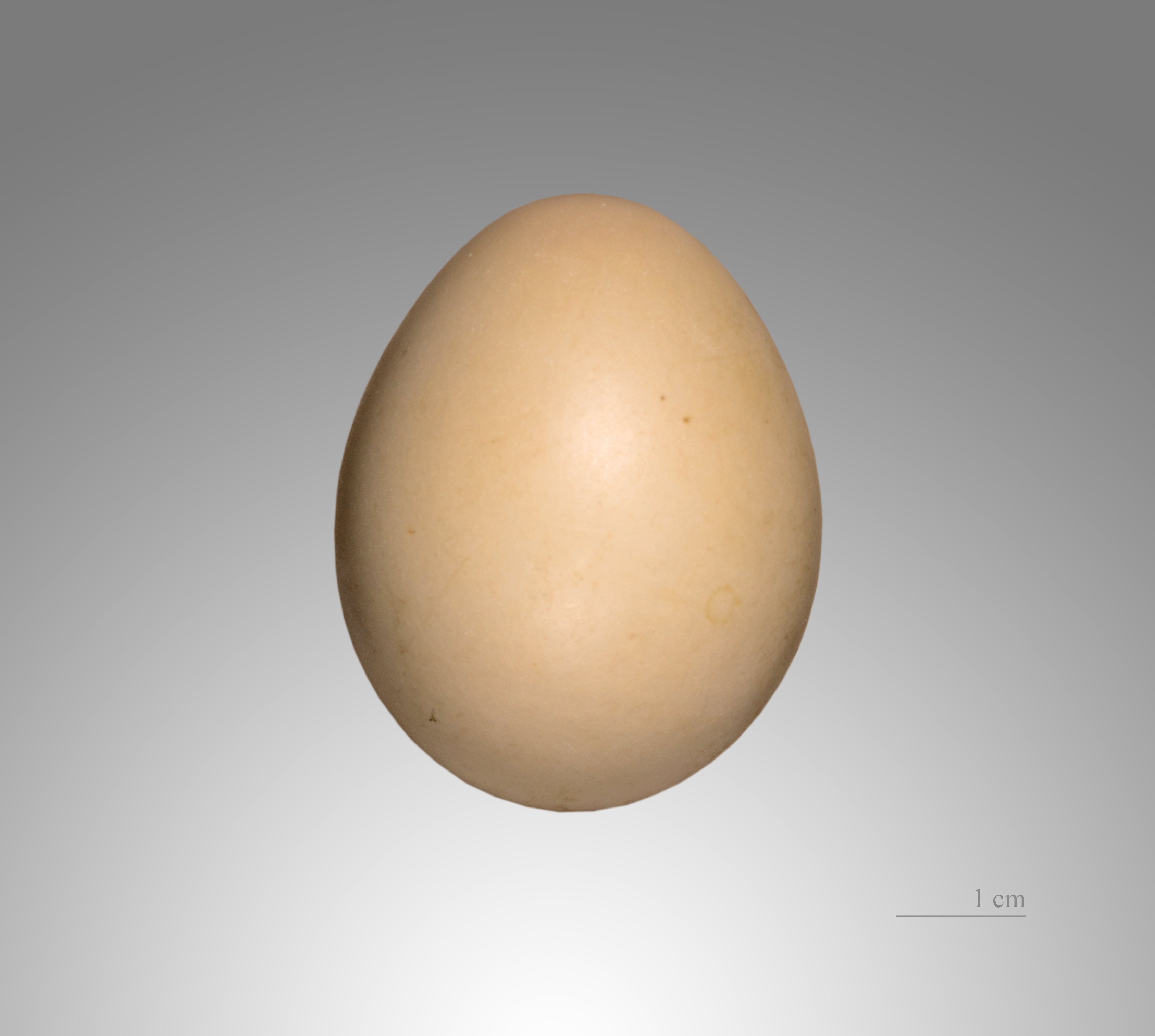
紅腹錦雞的雞蛋，呈現明顯的上窄下寬

## 軼事
因紅腹錦雞雄鳥平順覆蓋在後頸的金黃色冠羽，加上紅腹錦雞雄鳥炯炯有神的眼睛，酷似似美國總統川普，因此紅腹錦雞又被網友戲稱是川普雞。